# Norbert Kartmann

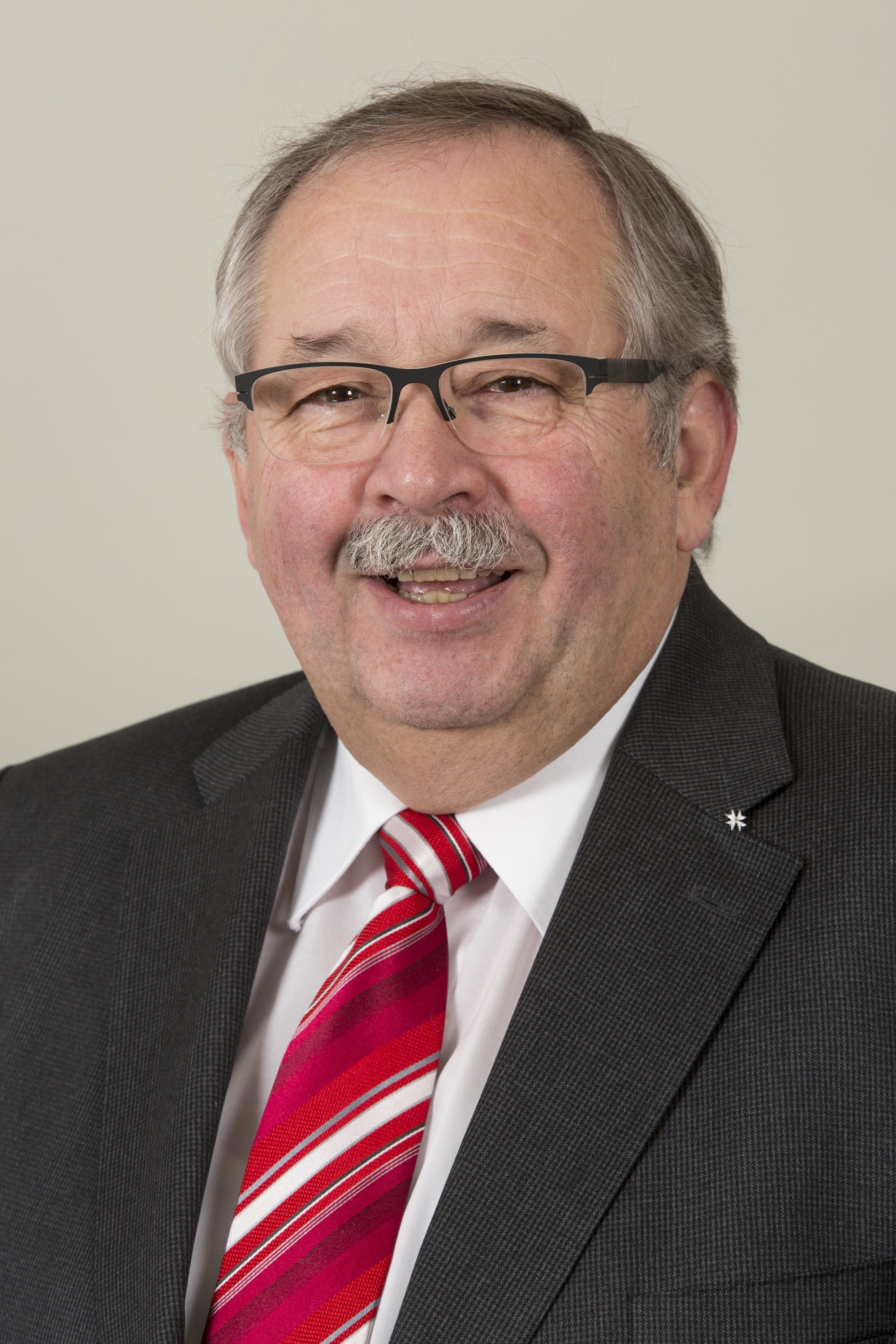
Norbert Kartmann (2013)

Norbert Kartmann (* 16. Januar 1949 in Nieder-Weisel) ist ein deutscher Politiker (CDU). Er war von 2003 bis 2019 Präsident des Hessischen Landtages. Dem Landtag gehörte er von 1982 bis 1983 und von 1987 bis 2022 an.

## Leben und Beruf
Norbert Kartmann besuchte die Grundschule in Nieder-Weisel und die Weidigschule in Butzbach. Nach dem Abitur 1968 absolvierte er ein Studium der Fächer Evangelische Theologie und Physik für das Lehramt an Grund- und Hauptschulen, das er 1973 mit dem ersten und nach Ableistung des Referendariats an der Singbergschule in Wölfersheim 1975 mit dem zweiten Staatsexamen beendete. Anschließend war er bis 1982 Lehrer an der Otto-Hahn-Schule in Hanau und von 1983 bis 1987 an der Singbergschule Wölfersheim.
Kartmann, Sohn eines Landwirts aus Siebenbürgen und evangelischer Konfession, ist mit einer Grundschullehrerin verheiratet und hat drei Kinder.

## Partei
1971 trat Kartmann der Jungen Union bei und war von 1973 bis 1986 Mitglied des Kreisvorstandes (von 1976 bis 1978 als Kreisvorsitzender). Seit 1970 ist er Mitglied der CDU und seit 1973 Mitglied des CDU-Vorstandes in Butzbach. Ab 1976 war er Mitglied, von 1990 bis 2005 Vorsitzender des CDU-Kreisverbandes Wetterau. Seit 2005 ist er dessen Ehrenvorsitzender. Kartmann war ab 1991 Mitglied und von 1996 bis 2007 Vorsitzender des CDU-Bezirksverbandes Mittelhessen und gehört seit 1999 dem Präsidium der CDU Hessen an. Von 1994 bis 1998 war er Landesvorstandsmitglied. Seit dem 17. März 2012 ist er Landesvorsitzender der Senioren-Union Hessen.

## Kommunalpolitik
Kartmann war von 1973 bis 1991 Mitglied der Stadtverordnetenversammlung (1977 bis 1991 als Fraktionsvorsitzender) und von 1991 bis 1993 ehrenamtlicher Stadtrat des Magistrats der Stadt Butzbach. Von 1993 bis 2011 war er Ortsvorsteher in Nieder-Weisel und von 1977 bis 2006 Mitglied des Kreistages des Wetteraukreises, wo er von 1985 bis 1989 und von 1993 bis 1997 CDU-Fraktionsvorsitzender war.

## Abgeordneter
Kartmann gehörte von 1982 bis 1983 und von 1987 bis 2022 dem Hessischen Landtag an. Er wurde seit 1987 direkt im Wahlkreis Wetterau I und bei den letzten Wahlen seit dem Neuzuschnitt der Wahlkreise 2008 im Wahlkreis Wetterau III gewählt. Im Landtag war er von 1987 bis 1991 Mitglied des kulturpolitischen und des Landwirtschaftsausschusses und von 1991 bis 1999 bildungspolitischer Sprecher der CDU-Fraktion. Von 1995 bis 1999 war er stellvertretender Vorsitzender und von 1999 bis 2003 Vorsitzender der CDU-Landtagsfraktion.
Am 5. April 2003 wurde Kartmann erstmals zum Präsidenten des Hessischen Landtages gewählt. In seine Amtszeit fiel die Sanierung des Landtagsgebäudes ab 2004. Ab 2010 gehörte er dem Ausschuss der Regionen der Europäischen Union an.
Nach der Landtagswahl in Hessen 2018 kandidierte Kartmann bei der konstituierenden Landtagssitzung am 18. Januar 2019 nicht mehr für das Amt des Parlamentspräsidenten. Er war zu diesem Zeitpunkt der dienstälteste Landtagspräsident in Deutschland und übertraf mit einer Amtszeit von fast 16 Jahren alle hessischen Amtsvorgänger. Zum Jahresende 2022 legte er sein Landtagsmandat nieder. Für ihn rückte Stefan Grüttner in den Landtag nach.

## Ehrungen
- Großkreuz des Rumänischen Nationalordens für „Treue Dienste“ (2007)
- Bundesverdienstkreuz 1. Klasse für sein ehrenamtliches Engagement (2012)[3]
- Hessischer Verdienstorden (2019)
- Wilhelm-Leuschner-Medaille (2020)
- Ehrenritterkreuz des Johanniterordens
- Ehrendoktor (Dr. h.c.) der Lucian Blaga Universität Hermannstadt[4][5]